# Marie Fiering
(Sophie) Marie Fiering (* 18. September oder 28. September 1897; † 21. April oder 23. April 1945 in Neuengamme) war eine deutsche kommunistische Widerstandskämpferin gegen den Nationalsozialismus und Opfer des Faschismus.

## Leben
Sophie Marie Fiering wuchs zusammen mit ihrer Schwester Frieda bei ihren Eltern in einem Arbeiterhaushalt auf. Bald nach ihrer Gründung trat sie in die Kommunistische Partei Deutschlands (KPD) ein. Sie heiratete den Elektriker Ernst Fiering, der auf der Stülckenwerft beschäftigt war, während sie Hausfrau blieb. Ihr Ehemann engagierte sich gleich ihr in der KPD gegen den aufkommenden Nationalsozialismus. In der Zeit des Nationalsozialismus beteiligte sie sich am Widerstand und war während des Zweiten Weltkriegs zusammen mit ihrem Mann in der Widerstandsgruppe „Bästlein-Jacob-Abshagen“ tätig. Sie leisteten Hilfe für ausländische Zwangsarbeiter und in der Aufklärung über die Kriegsführung des NS-Regimes. Zusammen mit ihrem Mann Ernst und seinen Kollegen Franz Reetz und Paul Zinke bildeten sie eine Zelle des Widerstands, die sich in der Kellerwohnung der Fierings traf. Auch nachdem viele Mitglieder der Bästlein-Gruppe verhaftet wurden, blieben sie weiter illegal im Widerstand tätig. Im Dezember 1944 kam ihnen die Gestapo auf die Spur und verhafteten Marie Fiering, ihren Ehemann Ernst Fiering sowie ihre Schwester Frieda Wischnewski und verbrachten sie ins Gestapogefängnis Fuhlsbüttel. Obwohl Marie Fiering eine Beteiligung am Widerstand nicht nachgewiesen werden konnte, wurde sie zusammen mit 70 weiteren Gefangenen, darunter ihr Ehemann Ernst, in das KZ Neuengamme verschleppt und dort bei einem sogenannten Verbrechen der Endphase ohne Gerichtsurteil in den Nächten zwischen dem 21. und dem 23. April 1945 gehenkt. Bevor sie selber ermordet wurden, mussten die Frauen dem Mordgeschehen bei anderen Häftlingen zusehen. Eine nach der anderen wurden die Frauen nebeneinander nackt an Schlachterhaken erhängt.

## Ehrungen

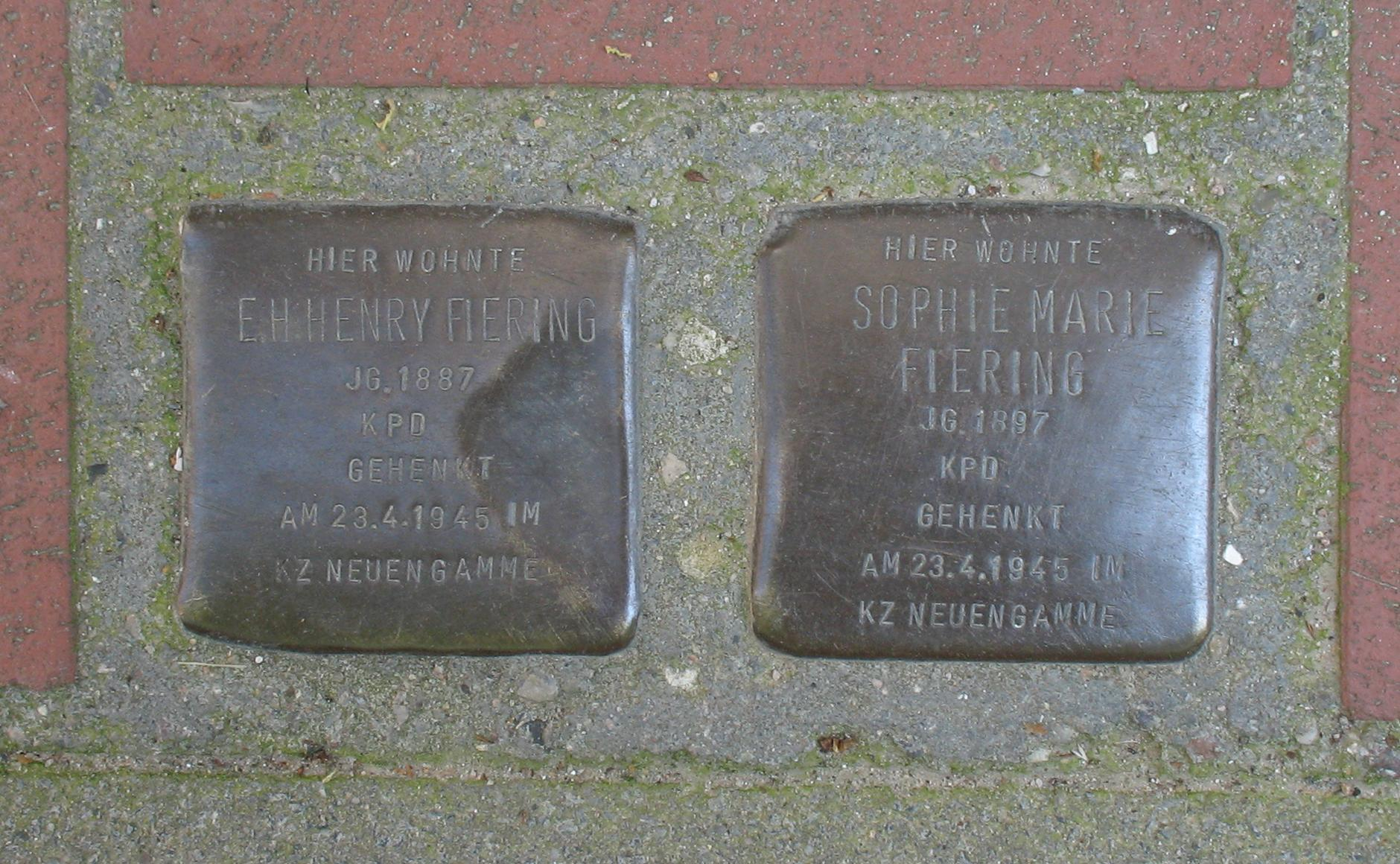
Stolpersteine in St. Georg

- In Hamburg-Neuallermöhe wurde 1985 zu ihrer Ehrung einer Straße der Name „Marie-Fiering-Kehre“ verliehen
- Am 5. Februar 2003 verlegte der Aktionskünstler Gunter Demnig vor dem ehemaligen Wohnhaus der Fierings am St. Georgs Kirchhof 26 zu ihrer Erinnerung je einen Stolperstein für Marie Fiering und ihren Mann Ernst.[4]